# 馬希納普阿湖
馬希納普阿湖（英語：Lake Mahinapua）是位於紐西蘭南島西部大區的一個淺水湖，於霍基蒂卡鎮以南6公里及鄰近魯阿塔普鎮。它曾經是沿海的一個潟湖，但沿海沙丘的堆積令它成為一個距離塔斯曼海海岸線約500（1,600英尺）的內陸湖。
1907年成立了馬希納普阿湖風景保護區，保護周圍的湖區及區內的步行短道。2012年，西部海岸樹冠步道在附近開將，讓遊客可眺望該湖。遊人亦可在湖區進行野餐、露營及各類水上活動。潟湖附近住有黑天鵝、灰鴨、綠頭鴨等雀鳥，而周邊的灌木叢亦為鸚鵡及圖伊鳥等雀鳥提供居所。
6 號國道在馬希納普阿湖與塔斯曼海之間穿過，連接霍基蒂卡鎮、魯阿塔普鎮及羅斯鎮。羅斯鐵道支線曾經經過該湖；它於1906年11月9日通往魯阿塔普鎮，於1909年4月1日伸延至羅斯鎮，並於1980年11月24日停駛。

## 外部連結
- Department of Conservation NZ: 馬希納普阿湖風景保育區 （页面存档备份，存于）（英文）